# Veyretella flabellata
Veyretella flabellata är en orkidéart som beskrevs av Szlach., Marg. och Joanna Mytnik-Ejsmont. Veyretella flabellata ingår i släktet Veyretella och familjen orkidéer.
Artens utbredningsområde är Gabon. Inga underarter finns listade i Catalogue of Life.